# Штернберг, Яков Моисеевич
Я́нкев Ште́рнберг (идиш יעקבֿ שטערנבערג‎; рус. Я́ков (Яков-Юкель) Моисе́евич Ште́рнберг; 18 апреля 1890, Липканы, Хотинский уезд, Бессарабская губерния — 10 апреля 1973, Москва) — румынский, позже советский еврейский поэт-авангардист, эссеист, драматург, театральный режиссёр, и теоретик театра. Писал и режиссировал на идише.

## Биография

### Ранние годы
Родился и вырос в Липканах (сейчас в Бричанском районе Молдовы) — местечке на левом берегу Прута, которое еврейский поэт Хаим Нахман Бялик прозвал «Бессарабским Олимпом» и которое дало еврейской литературе ряд громких имён. Его отец, Мойше-Меер-Бэр, был зажиточным торговцем зерном и скотом. В детстве Юкл Штернберг (как его тогда звали) сдружился со своим погодкой, другим будущим литератором Мойше Альтманом, с которым он вместе учился в хедере и Каменец-Подольской частной русской гимназии (уже в послевоенное время их отношения охладятся) . Дебютировал сказкой в одесской газете «Ундзэр лэбм» (Наша жизнь) в 1908 году. Печатался в сборниках «Фрайэ эрд» (Свободная земля, 1910) и «Дос найэ ланд» (Новая страна, 1911), составленных Аврумом Рейзеном, и в одесской газете «Гут моргн» (Доброе утро).
В 1914 году перебрался в Черновцы, оттуда — в Румынию, поначалу в Яссы, где сотрудничал с литературным журналом «Лихт» (Свет, редактор Янкев Гропер), четыре номера которого вышли между декабрём 1914 и сентябрём 1915 года. Журнал уделял особое внимание зарождавшемуся еврейскому театру и призывал к «ренессансу еврейской сцены в Румынии» на некоммерческой основе: «Еврейская сцена должна служить местом обучения, она должна сближать евреев посредством еврейского слова…».
Исрул (Израил) Беркович (1921—1988), знаменитый румынский драматург и историк театра, рассматривал организованные журналом литературно-музыкальные вечера «началом современного еврейского театра в Румынии»; предтечей этого возрождения стал Штернберг. Последний принёс идеи Станиславского в Румынию, вместе с тем стараясь создать некий сплав этих идей с возвращением к водевильным истокам еврейского театра и к основавшему пятью декадами ранее в тех же Яссах первую еврейскую труппу Авруму Гольдфадену. Назвав Гольдфадена «Фэт-Фрумосом (Прекрасным Рыцарем), разбудившим летаргическую еврейскую культуру Румынии» в 1876 году, Штернберг возглашал: «Единственная среда, которая может привлечь еврейские массы — это традиционный народный театр, даже не литературный… Поэтому я призываю к социально-политическому театру, театру … текущих событий, первому театру такого рода на идише».
В эти годы Штернберг активно печатался в журналах: «hамэр» (Молоток, Брэила), «Фрайhайт» (Свобода), «Арбэтэр цайтунг» (Рабочая газета), «Дос найэ лэбм» (Новая жизнь) в Черновцах, «Литэраришэ блэтэр» (Литературные листки, Варшава), «Цайт» (Время, Нью-Йорк), и др.

### В Бухаресте
В 1917 году Штернберг занимается театральным воплощением стихотворных мотивов Бялика. В 1917—1918 годах Штернберг и Янкев Ботошанский начинают собственную труппу (театр-ревю), на этот раз в Бухаресте, и пишут для неё 9 пьес (т. н. «ревистэс»), включая «Цимес», «Букарэшт-Йэрушолаим» (Бухарест-Иерусалим), «Мыцкедрынэм» (Внезапно), «Гринэ блэтэр» (Зелёные листья), «Кукурику» (Кукареку), «Шолэм-Алэйхем» (Здравствуйте), «hэршелэ Острополер» (Гершеле из Острополя), «Дэр ярид афн дах» (Ярмарка на крыше) и «Рожинкэс мит мандлэн» (Изюм с миндалём), — все музыкальные комедии с элементами гротеска. В 1920 году становится редактором органа еврейской секции Румынской социалистической партии «Дэр вэкэр» (Будильник), издаваемого в сотрудничестве с поэтами Элиэзером Штейнбаргом и Янкевом Ботошанским. Статьи того времени проникнуты социалистическими идеями и антиклерикальной направленностью.
В 1924—1926 годах Штернберг руководит знаменитой виленской труппой (Вилнэр Трупэ). Румынская ежедневная газета Adevărul (Правда) от 23 августа 1924 года, вскоре после прибытия виленской труппы, писала: «Подобную демонстрацию художественного таланта, даже на этих небольших подмостках в „Жигнице“ (летний театр в Бухаресте — ред.) и даже на идише необходимо посетить всем интересующимся превосходным воплощением драмы».
После годичной стажировки в Берлине (1928), в январе 1930 года Штернберг создаёт в еврейском районе Вэкэрешть знаменитый театр-студию БИТС («Букарэштэр йидише театэр-студие»), которая сыграла значительную роль в развитии модернистских тенденций современного европейского театра, ставит пьесы Осипа Дымова («Яшке-Музыкант»), Якова Гордина, И. Л. Переца («Банахт афн алтн марк» — Ночь на старом рынке), Шолом-Алейхема («Ойцэр» — Клад и, самая знаменитая постановка, «Дэр фаркишэфтэр шнайдэр» — Заколдованный портной), Лейба Малеха («Дэр гэлэр шотн» — Жёлтая тень, 1935), Н. В. Гоголя («Женитьба»), 
И. Й. Зингера («Йошэ Калб»), и своё ревю «Тэатэр ин фламэн» (Театр в огне, 1937). Студия посещалась бухарестской интеллигенцией независимо от национальности (известны свидетельства Тудора Аргези, Барбу Лэзэряну и др.) и приобрела необычайную известность. «Банахт афн алтн марк» (Ночь на старом рынке) И.-Л. Переца исполнялась более 150 раз. В театре играли знаменитая Сиди Таль и Адольф Тефнер; прозаик Ихил Шрайбман работал суфлёром.
В эти годы Штернберг печатается в бухарестском альманахе «Шойбм» (Окна, 1936), редактором которого он был и вокруг которого собрал группу преимущественно бессарабских литераторов (т. н. «Юнг-Румэнье» — Молодая Румыния: Мотл Сакциер, Эрш-Лэйб Кажбер, Янкл Якир, Герцл Ривкин и др.); издаёт первый поэтический сборник «Штот ин Профил» (Город в профиль, 1938) с иллюстрациями Артура Кольника.
В конце 1930-х годов с усилением антисемитских и профашистских настроений в Бухаресте, театр в основном находится на гастролях по крупным городам Европы, наконец Штернберг переезжает в Черновицы, где продолжает театральную работу. В 1939 году вместе с Мойше Альтманом он перебирается через Днестр, по которому проходила тогда граница между СССР и Румынией. Через год Буковина и Бессарабия переходят к СССР и Штернберг вместе с большей частью своей бывшей труппы селится в Кишинёве, где работает художественным руководителем новосозданного Молдавского Государственного Еврейского Театра (Молдавский ГОСЕТ). Ставит «Зямке Копач» М. Даниэля, «Мотл Пэйси дэм хазнс» (Мотл сын кантора Пейси) Шолом-Алейхема с Сиди Таль в главных мальчиковых ролях.

### В СССР

Слева направо: писатели Мойше Альтман, Янкев Штернберг и Шлоймэ Бикл

Начинается Великая Отечественная война. Штернберг вместе с театром эвакуируется в Узбекистан, где сотрудничает с Еврейским Антифашистским Комитетом и откуда его призывают в строительный батальон; после демобилизации возвращается в Кишинёв и вновь руководит восстановленным Молдавским Государственным Еврейским Театром, ставит свою пьесу «Ди баладэ фун дэр эсэсовкэ Брунhилдэ ун ир hунт» (Баллада об эсэсовке Брунхильде и её собаке, 1945). Публикуется в альманахе «Геймланд» (Родина, 1948).
Вскоре начинается «борьба с безродными космополитами» и режиссёр оказывается в исправительно-трудовом лагере (весна 1949); из семи назначенных лет проводит в лагерях пять. По возвращении и реабилитации, в конце концов оседает в Москве. Заниматься театральной деятельностью больше возможности нет и Штернберг целиком концентрируется на литературном труде. Занимается переводами с румынского языка для Гослитиздата, с 1961 года публикуется в только что появившемся журнале «Советиш Геймланд» (Советская родина), некоторое время входит в его редколлегию. Поэтические сборники выходят во Франции и Румынии, а также в честь его 75-летия — в Израиле в переводах на иврит Авраама Шлёнского и Александра Пэнна. Несколько песен на стихи поэта пишет композитор Мотл Полянский.
Умер Янкев Штернберг от сердечного приступа в Москве в 1973 году. В том же году умирает его жена композитор Отилия Лихтенштейн, написавшая музыку к стихам своего мужа и других еврейских поэтов. Посмертно в Израиле опубликован том театральной эссеистики Штернберга .
Поэзия Штернберга характеризуются модернистским вниманием к деталям и тщательной работе над языком, до предела насыщенным интертекстуальными литературными аллюзиями и мифологическими аллегориями. Театральная эссеистика представляет значительный интерес своим развитием идей Станиславского и их сочетанием с водевильной основой традиционного еврейского театра.

## Семья
- Брат — переводчик и мемуарист Меер Штернберг (1891, Липканы — 1973, Бухарест), в чьих переводах на румынский язык было опубликовано собрание сочинений Шолом-Алейхема (1964—1969, тт. 2, 3 и 5), автор воспоминаний «Уфштайг» (Бухарест, 1972)[4].
- Жена — Отилия Григорьевна Лихтенштейн (1902—1973), композитор.

## Книги Янкева Штернберга на еврейском языке
- שטאָט אין פּראָפֿיל Штот ин профил (Город в профиль, стихи и гротеск), Ди Вох: Бухарест, 1935
- ליד און באַלאַדע אױף די קאַרפּאַטן Лид ун баладэ аф ди Карпатн (Песня и баллада в Карпатах, стихи), Афснай (Сызнова): Париж, 1968
- אין קרײַז פֿון יאָרן Ин крайз фун йорн (В круге лет, избранные стихи 1915—1970), Kriterion: Бухарест, 1970
- װעגן ליטעראַטור און טעאַטער Вэгн литэратур ун тэатэр (О литературе и театре, критические эссе), Х. Лейвик-Фарлаг: Тель-Авив, 1987

## На русском языке
- Избранное, стихи из цикла «Москва», из книги «Город в профиль» (Бухарест, 1915-40), «Вопреки смерти» (1940-46), из книги «Эхо» (1938-58), Советский писатель: Москва, 1959.
- Летящие тени, Стихи еврейских поэтов Бессарабии в переводе с идиша Рудольфа Ольшевского, Кишинёв, 2000.